# Храм Рождества Христова в Кудрине
Храм Рождества Христова в Кудрине — утраченный православный храм в Москве, располагавшийся на Новинском бульваре, 40 (на 1917 год, ныне — Поварская улица, 33). Храм закрыт и снесён советскими властями в 1931 году. Сейчас на месте храма находится Государственный театр киноактёра.
Название «в Кудрине» появилось у храм только после 1782 года, в 1646 года он упоминается как храм в Земляном городе или в Денисове приказе Золотарева, в 1658 году как храм за Арбатскими воротами, в 1683 как храм за Смоленскими воротами у земляного города, в XVIII веке — «в Поварской»

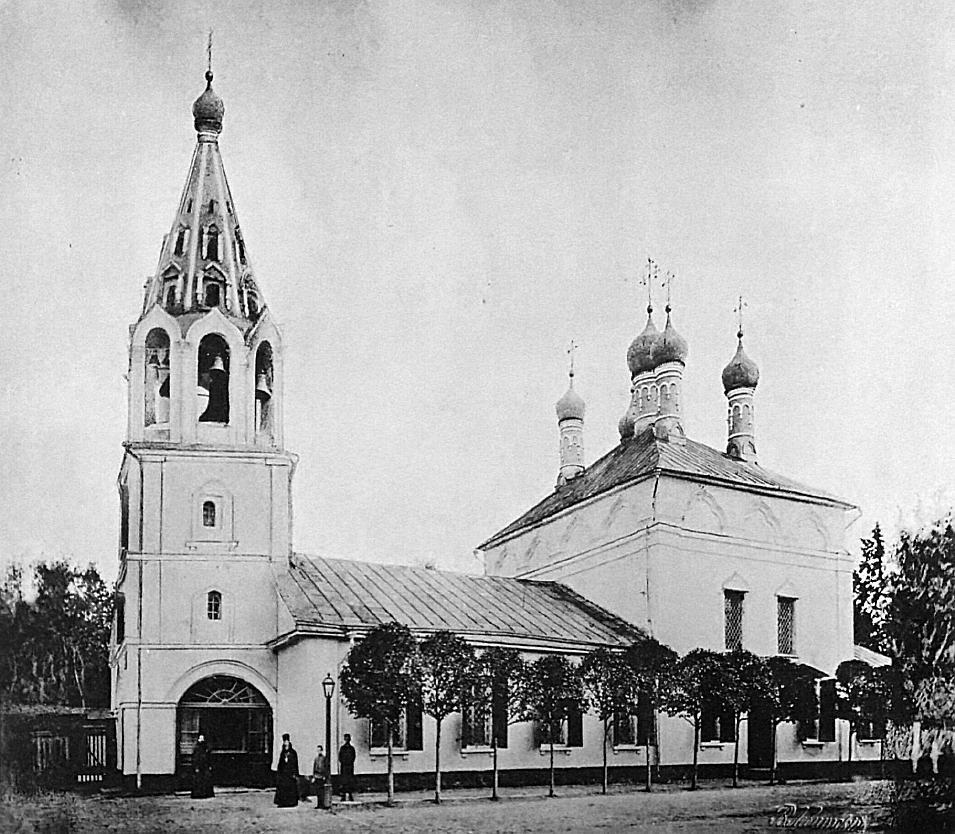
Храм Рождества Христова в Кудрине

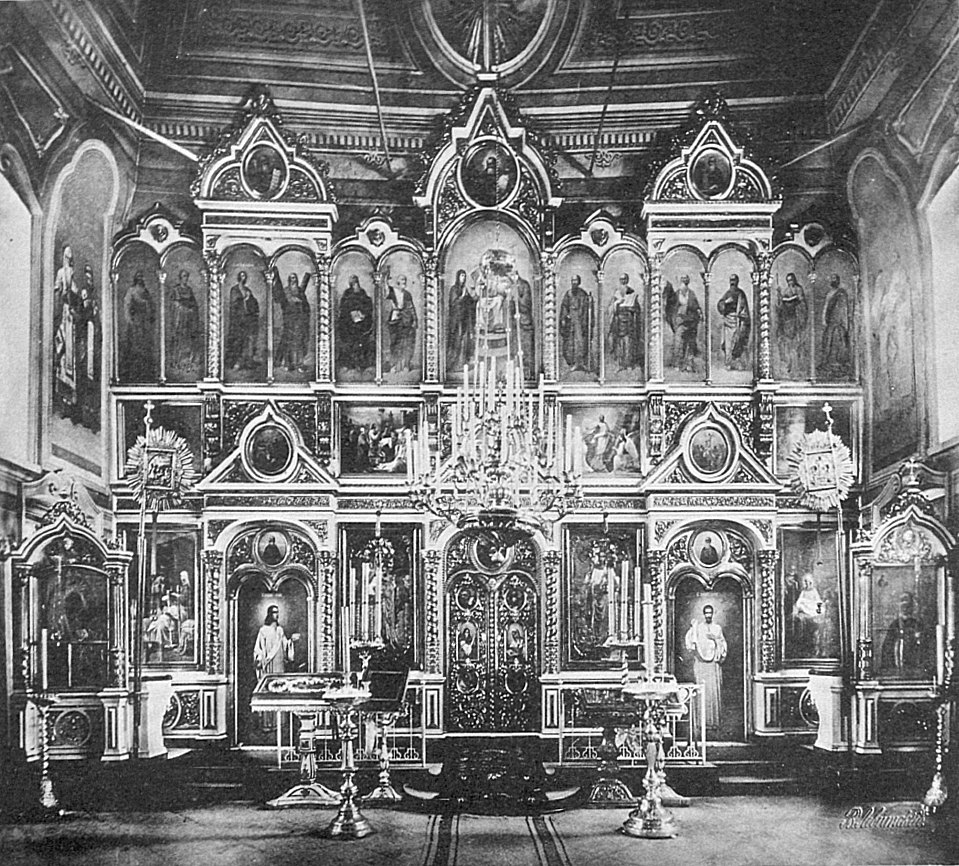
Иконостас

Деревянная церковь на месте нынешнего храма появилась в 1640 году, хотя в разных источника упоминаются разные данные о времени её постройки, но первое упоминание о деревянном храме относится к 1642 года, в писцовых книгах 1839 года храм не упоминается, но значится в книгах за 1842 год. Также неизвестно точное первоначальное место расположения храма, в документах патриаршего казначейского приказа он фигурирует как храм около земляного города, более точного места расположения храма не указывается.
Деревянная Христорождественская церковь просуществовала до 1693 года. По указу Патриарха Адриана церковь была разобрана.
...впредь церкви быть не велѣно...  ,попы съ причетники переведены къ той новопостоенной каменной Рожественоской церкви отъ старой деревеянной Рожественской, старое Рожественское кладбище велѣно огородить заборами, чтобъ того церковнаго кладбища кто во дворъ чего не пригородильПатриарх Адриан
Однако указание выполнено не было и кладбище в дальнейшем застроили. В том же 1693 году разобрали и находившуюся рядом, около земляного города, Софийскую церковь. А на Софийском кладбище, предположительно на месте снесенной Софийской церкви построили каменную Христорождественская церковь.
Церковь построили из кирпича, пятиглавую, с колокольней.
В 1758 году в храме освятили придел во имя Тихвинской иконы Пресвятой Богородицы. В 1809 году храм отремонтировали.
Данные о состоянии храма после захвата Москвы французами в 1812 году разнятся. В одних источниках указывается, что храм был полностью разрушен и был восстановлен только к 1814 году, в других, что практически не пострадал, а закрытие храма связано с полным разрушением прихода (из 28 дворов уцелело только 3), духовное начальство решило, что прихожане не будут способны содержать храм и богослужение в нем было решено не возобновлять, храм был приписан к Покровской церкви в Кудрине.
Согласно свидетельствам очевидцев, при вступлении французов в Москву все церковные ценности попытались спрятать в яму перед алтарем, однако закончить работы не успели, яму не завалили, а только прикрыли каменными плитами. Спасла имущество храма леность французов, зайдя в алтарь и увидев разрытую и разбросанную повсюду землю, они решили, что всё разграбили до них, а плиты поднять поленились. В итоге имущество храма осталось нетронутым.. То же говорится и в отчете, составленном по факту осмотра церквей:
...церковная утварь вся почти цѣла... что все дабы, оставалось въ цѣлости, зарыто было священно- и церковно-служителями въ церкви подъполомъ, иконостасы въ нихъ, св. иконы и на нихъ оклады всѣ цѣлы.
Не сильно пострадало и само здание, во время московского пожара была частично повреждена кровля, под которой сгорели стропила, в остальном быстрый ремонт храма ограничился только заменой дверей, замков и стекол, о чем говорится в том же отчете:
...и какъ настоящая, такъ и придѣлы оба цѣлы, только жолѣзная кровля на теплой церкви отъ згорѣвшихъ подъ нею деревянныхъ стропилъ пала па своды, отъ чего однакожъ своды не повредились...
Кроме этого, предположительно был поврежден один из колоколов. Сохранившаяся церковная утварь распределялась между действующими храмами, потери которых от французов были более значительными. Большая часть была передана в Архангельский собор в Московском Кремле.
Несмотря на то, что храм был официально закрыт, богослужения в храме не прекратились, их служил дьякон Покровской церкви, который временно поселился в трапезной храма.
В 1814 году прихожане Рождественского храма подали прошения о возобновлении богослужений, архиепископ Августин отказал в прошении с требованием восстановить кровлю храма. Требование было выполнено в 1815 году, после чего храм вновь обретает независимость, службы в нем возобновляются, начинается процесс возвращения в храм переданного другим церквям имущества.
К 1860 году внутреннее убранство храма сильно обветшало, начался сбор пожертвований. Ремонт храма был начат в 1861 году. Когда разобрали жертвенник, под ним нашли коробочку, в которой лежала бумажка с надписью «св. мощи». Чьи мощи находились в коробке, установить не удалось. Работы по ремонту храма закончили к 1881 году. 27 сентября 1881 года были освящены обновленные пределы. В освещении в числе прочих участвовал архимандрит Знаменского монастыря Макарий.